# Tromboflebit
Tromboflebit är en trombos (blodpropp) i en ytlig ven (direkt under huden), som ofta anses förenad med inflammation i venen (flebit).
Ett typiskt symtom är ett ömmande hudområde, motsvarande den ytliga venens utbredning, oftast i en extremitet (arm eller ben), ibland på halsen. Området är vanligtvis rodnat, ömt och värmeökat och kan också smärta, ge lokal svullnad och man kan få feber. Tromboflebit uppträder ibland i åderbråck i benen. Behandling inkluderar heparin, hirudoid, lågmolekylärt heparin och inflammationshämmare. I svåra fall kan venen opereras bort.